# Brezje pri Ločah
Brezje pri Ločah je naselje v Občini Slovenske Konjice.